# Vekov Károly
Vekov Károly János (Budapest, 1947. szeptember 26. – Debrecen, 2020. október 7.) erdélyi magyar történész, művelődéstörténész, egyetemi docens.

## Életpályája
Középiskoláit Aradon végezte (1966), a kolozsvári Babeș–Bolyai Tudományegyetemen szerzett oklevelet (1971). A történettudományok doktora fokozatot 1999-ben szerezte meg a bukaresti Nicolae Iorga Történettudományi Intézetben, dolgozatában (amely 2003-ban, kibővítve nyomtatásban is megjelent) a gyulafehérvári hiteleshely működését taglalja. Pályája első szakaszában (1971–1990) a Nicolae Iorga Történettudományi Intézet nemzetiségtörténeti osztályán dolgozott tudományos kutatóként. A Limes Kör tagja, részt vett 1985-ben Bukarestben és több alkalommal vidéken rendezett vitáin.
Az 1989-es fordulat után Kolozsváron az RMDSZ országos elnökségének ügyvezető titkára, referense (1990–1995), majd a kolozsvári Brassai Sámuel Líceum, a Római Katolikus Líceum tanára, utóbbinak igazgatója (1995–2000), Kolozsvár helyi tanácsának tagja 2000. június–december között (ebben a minőségében a főtéri Márton Áron-szobor kezdeményezője), 2000–2004 között Kolozs megye egyik parlamenti képviselője. 1995 és 1998 között a Romániai Magyar Kereszténydemokrata Párt Kolozs megyei elnöke.
Meghívottként Bizánc történetét adta elő a Babeș–Bolyai Tudományegyetemen, ahol 2000-től egyetemi docens, magiszteri kurzusok előadója. Bizánc és a magyar középkor történetét, magyarságtörténetet, magyar művelődéstörténetet, írásbeliség- és intézménytörténetet, latin és magyar paleográfiát, pecséttant adott elő.
2012-től Magyarországon élt.

## Munkássága
Kutatási területe a középkori intézmény- és művelődéstörténet. Első írása 1978-ban jelent meg a 16. századi erdélyi magyar történetírásról (Studii şi Materiale de Istorie Medie IX. 1978. 1–31). Tanulmányokat, cikkeket közölt A Hét és a Korunk hasábjain, illetve tanulmánykötetekben (Emlékkönyv Jakó Zsigmond nyolcvanadik születésnapjára. Kolozsvár 1996; In honorem Paul Cernovodeanu. Bukarest 1998; Historia manet. Demény Lajos-emlékkönyv. Bukarest 2001; Erdély a keresztény magyar királyságban. Kolozsvár 2001; Erdélyi várostörténeti tanulmányok. Csíkszereda 2001; Kolozsvár 1000 éve. Kolozsvár 2001; Emlékkönyv Kiss András születésének nyolcvanadik évfordulójára. Kolozsvár 2003; Emlékkönyv Csetri Elek nyolcvanadik születésnapjára. Kolozsvár 2004; Városok és városlakók. 2006; Az 1956-os forradalom és a határon túli magyarok. Budapest 2006; A reneszánsz Kolozsvár. Kolozsvár 2008, ua. románul, uo. 2008; Évfordulós tanácskozások. Szatmárnémeti 2008; Kisebbségben, közösségben. Balázs Sándor nyolcvanadik születésnapjára. Temesvár. 2008; Loca credibilia. Hiteleshelyek a középkori Magyarországon. Pécs 2009; Pe urmele trecutului. Profesorului Nicolae Edroiu la 70 de ani. Kolozsvár 2009; Erdély reneszánsza. I. Kolozsvár 2009; Az 1956-os forradalom hatása a környező országok egyházaira. Budapest 2009; The Impact of the 1956 Hungarian Revolution on Religious Life in Eastern Europe. Budapest 2009).
Önálló kötetben mutatta be a székelyek középkori társadalmi, jogi és hadi szervezetét (Kolozsvár 2003). Kutatásainak visszatérő tárgya a humanista eszmék erdélyi térhódítása (Az erdélyi reneszánsz és a mátyási modell. Korunk 1998/5; Mátyás király és Kolozsvár. Honismeret 2008/6; Atleta christianismi. Adalékok Hunyadi János identitástudatához. Szeged 2006/11–12; A szülőváros kötelez. Szeged 2008/11; A kolozsvári egyháziak humanista törekvései. Kolozsvár 2008). Első tanulmányának témáját (az erdélyi magyar nyelvű történeti irodalom kezdetei) újabban külön kötetben fejtette ki részletesebben. Jelenleg a kommunista korszak politikai pereit kutatja, különös tekintettel a magyar egyházak megsemmisítésére irányuló koncepciós perekre (Márton Áron-, Szoboszlay-per).

### Önálló kötetei
- Székely felkelés. 1595-1596. Előzményei, lefolyása, következményei; szerk. Benkő Samu, Demény Lajos, Vekov Károly; Kriterion, Bukarest, 1979
- Locul de adeverire din Alba Iulia. Secolele XIII–XVI (Kolozsvár 2003)
- Structuri juridico-militare şi sociale la secui în evul mediu (Kolozsvár 2003)
- Istoriografia maghiară din Transilvania în secolul al XVI-lea (Kolozsvár 2004)
- A gróf emigrált, az író itthon maradt. Wass Albert igazsága (társszerzők Raffay Ernő és Takaró Mihály), Szabad Tér Kiadó, Czegei Wass Foundation, Budapest, 2004
- Szoboszlay Aladár Áldozatok és áldozottak, közzéteszi Vekov Károly, Magyar PEN Club, Budapest, 2018

Benkő Samu és Demény Lajos oldalán társszerkesztője a Székely felkelések. 1595–1596 című kötetnek (Bukarest 1979, román nyelvű kiadása uo. 1978). Szerkesztésében és bevezetőjével jelent meg Szoboszlay Aladár Az egyenes úton (Kolozsvár, 2006) című kötete.